# 아이옵스 (2002년 설립된 기업)
아이옵스(IOPS)는 대한민국의 MP3 플레이어 제작 업체이다. 2003년께 MP3 플레이어로는 최초로 OGG 파일을 지원하고 180도 회전이 가능한 USB 플러그를 탑재한 MP3 플레이어인 MFP-300을 출시했었다. 이후 MP3 플레이어가 수익성이 없다는 이유로 MP3 플레이어 사업부문을 접고 네비게이션업체로 전향하였다. 2002년 3월 설립되었다.

## 제품
- STYS R10 (지상파 DMB 수신기)
- BlueQ
- S10, S20
- Z1
- 수(秀)
- 격(格)
- 작(作)
- Z3
- X5
- F4
- F4 PLUS
- MFP-300